# Nishio Ryo
Ryo Nishio (sinh ngày 15 tháng 5 năm 1992) là một cầu thủ bóng đá người Nhật Bản.

## Sự nghiệp câu lạc bộ
Ryo Nishio đã từng chơi cho Gainare Tottori.